# Piotr Jacek Flatau
Piotr Jacek Flatau (ur. 1953) – polsko-amerykański profesor nauk fizycznych. Specjalizuje się w zagadnieniach z zakresu fizyki atmosfery, oceanografii, promieniowania w atmosferze, a także mikrofizyki chmur. Od 2017 członek zagraniczny Polskiej Akademii Nauk (Wydział III Nauk Ścisłych i Nauk o Ziemi). Konsultant NASA, członek Optical Society of America, od 1992 pracownik naukowy i wykładowca Wydziału Atmosfery i Oceanografii Fizycznej (CASPO) Instytutu Oceanografii Scrippsów, wchodzącego w skład Uniwersytetu Kalifornijskiego w San Diego. Prowadził również wykłady na Uniwersytecie Warszawskim i w Indonezji.

## Życiorys
Absolwent VI Liceum Ogólnokształcącego im. Tadeusza Reytana w Warszawie (1972). Tytuł zawodowy magistra w dziedzinie fizyki teoretycznej uzyskał na Uniwersytecie Warszawskim (1977, promotor Jerzy Mycielski). W 1977 rozpoczął pracę jako asystent w Instytucie Geofizyki Wydziału Fizyki Uniwersytetu Warszawskiego pod kierunkiem Krzysztofa Edwarda Hamana. W 1982 wyjechał z Polski do Stanów Zjednoczonych i w 1985 uzyskał drugi tytuł magistra, w dziedzinie fizyki atmosfery, na Uniwersytecie Stanu Kolorado, w którym podjął pracę. W 1992 doktoryzował się z fizyki atmosfery na Uniwersytecie Stanu Kolorado na podstawie rozprawy zatytułowanej Scattering by irregular particles in anomalous diffraction and discrete dipole approximations (promotor William R. Cotton, współpromotor Graeme L. Stephens). W 1999 doktorat ten został nostryfikowany w Instytucie Geofizyki Polskiej Akademii Nauk.
W 2012 uzyskał habilitację na Wydziale Fizyki Uniwersytetu Warszawskiego, przygotowując autoreferat pt. Dokładne metody pojedynczego i wielokrotnego rozpraszania. Tytuł profesora nauk fizycznych otrzymał 2 grudnia 2016 na mocy postanowienia Prezydenta Rzeczypospolitej Polskiej. Pełnił funkcję redaktora czasopism naukowych „Pure and Applied Geophysics” (1994–1996) i „Journal of the Atmospheric Sciences” (1993–2000). Członek Kolegium Wybitnych Naukowców Fundacji Kościuszkowskiej (ang. The Kosciuszko Foundation Collegium of Eminent Scientists) i Rady Naukowej portalu „Nauka o klimacie”. W latach 2003–2023 wypromował pięciu doktorów.
Od 1990 do 2022 we współpracy z amerykańskim astrofizykiem Bruce’em T. Draine’em stworzył i rozwijał program komputerowy DDSCAT (ang. Discrete Dipole Scattering) do obliczania rozpraszania i absorbcji światła na niejednorodnych cząstkach oraz na periodycznych układach niejednorodnych cząstek (metoda przybliżenia dyskretnych dipoli). Prace nad programem rozpoczęto w 1990 na Uniwersytecie Princeton, a jego najnowsza wersja, DDSCAT 7.3.3, została opublikowana w 2019, z aktualizacją w 2022. Do 2019 przez blisko dziesięć lat uczestniczył w badaniach prowadzonych przez United States Naval Research Laboratory w Centrum Kosmicznym Johna F. Kennedy’ego na Florydzie, związanych z amerykańskimi programami kosmicznymi. 

### Rodzina, działalność historyczna i literacka
Wnuk neurologa Edwarda Flataua, syn lekarki Joanny Flatau. Zawarł związek małżeński z Marią Flatau, specjalistką w zakresie meteorologii tropikalnej zatrudnioną w United States Naval Research Laboratory, z którą współpracował naukowo. Prowadzi własne wydawnictwo książkowe posługujące się imprintem Uncinus Media. Opublikował w nim dwie książki poświęcone dziejom swojej rodziny: Edward Flatau i jego kometa. Początki polskiej neurologii (Warszawa 2018, współautorzy Ulrike Eisenberg i Filip Marcinowski) oraz Edward Flatau i jego dwie córki: wydanie z okazji odsłonięcia tablicy pamiątkowej na Śniadeckich 8, 16 września 2021 (2021). Druga z nich ukazała się z okazji odsłonięcia w 2021 ufundowanej przez niego tablicy upamiętniającej Edwarda Flataua na budynku Instytutu Matematycznego PAN przy ul. Śniadeckich 8 w Warszawie.
Tłumaczył z języka hiszpańskiego na język polski teksty tang argentyńskich, które wykorzystano w spektaklu muzycznym Tango FM w reżyserii Jacka Bończyka (premiera 3 maja 2014 w Teatrze im. Adama Mickiewicza w Częstochowie). Piosenki z jego tekstami śpiewała Olga Avigail Mieleszczuk. Autor licznych artykułów popularnych oraz haseł w Wikipedii związanych z naukami o atmosferze, zmianami klimatu i oceanografią. W latach 2010–2016 prowadził popularyzatorski blog „Fizyka Klimatu” (takiklimat.blox.pl) w serwisie Blox, zamkniętym w 2019. Pisał o historii VI Liceum Ogólnokształcącego im. Tadeusza Reytana (2016) i o twórczości poety Władysława Szlengla (książka Kilka wierszy Władysława Szlengla, opracowana wraz z Katarzyną Zimek, Uncinus Media, Monterey 2020). Publikował na temat historii neurologii w Polsce i w Rosji (2022). Przygotował wraz z innymi geofizykami Księgę jubileuszową Krzysztofa Hamana (Uncinus Media, Warszawa 2024), wydaną z okazji 90. rocznicy urodzin profesora, zawierającą m.in. jego biografię, życiorys naukowy oraz wspomnienia uczniów i współpracowników; był redaktorem naczelnym tej publikacji.

### Żeglarstwo
W młodości uprawiał żeglarstwo i w Stanach Zjednoczonych wstąpił do Yacht Klubu Polskiego San Francisco. Od 2005 wraz z Bogumiłem Jakubiakiem pomagał polskiej reprezentacji żeglarskiej w klasie 470 w prognozowaniu pogody na mistrzostwach świata ISAF (San Francisco 2005, Jezioro Nezyderskie w Austrii 2006). W 2006 z ramienia Yacht Klubu Polskiego San Francisco odpowiadał za prognozy pogody dla polskiej kadry narodowej w trakcie regat przedolimpijskich w Qingdao w Chinach i stworzył szczegółową bazę danych dostępną w internecie. Po 2006 zawiesił tę działalność ze względów zawodowych, lecz na przełomie 2011 i 2012 pełnił funkcję meteorologa w czasie próby pobicia rekordu świata w opłynięciu Ziemi ze wschodu na zachód przez Romana Paszke na katamaranie Gemini 3.

## Publikacje naukowe
Piotr Jacek Flatau jest autorem lub współautorem m.in. następujących publikacji naukowych, poczynając od 1978:
- (1978): Kinetics of the intraband absorption and magnetoabsorption coefficients in mixed semiconductors with composition fluctuations[35] (praca magisterska 1)[4]
- (1985): Study of second-order turbulence closure technique and its application to atmospheric flows[36] (praca magisterska 2)[4]
- (1990): The Relevance of the Microphysical and Radiative Properties of Cirrus Clouds to Climate and Climatic Feedback[37]
- (1992): Scattering by irregular particles in anomalous diffraction and discrete dipole approximations[11] (rozprawa doktorska)[4]
- (1994): Discrete-Dipole Approximation For Scattering Calculations[38]
- (2007): An analysis of seasonal surface dust aerosol concentrations in the western US (2001–2004): Observations and model predictions[39]
- (2007): Modulation of the aerosol absorption and single-scattering albedo due to synoptic scale and sea breeze circulations: United Arab Emirates experiment perspective[40]
- (2008): On stable and explicit numerical methods for the advection–diffusion equation[41]
- (2008): Observations and Modeling of the Surface Aerosol Radiative Forcing during UAE2[42]
- (2008): Discrete-dipole approximation for periodic targets: theory and tests[43]
- (2013): User guide for the discrete dipole approximation code DDSCAT 7.3[44]
- (2017): Evidence for a Nimbostratus Uncinus in a Convectively Generated Mixed-Phase Stratiform Cloud Shield[45]
- (2022): Between Moscow and Berlin: The Russian connections behind Flatau’s „Law of Eccentric Location of Long Pathways in Spinal Cord”[46]
- (2024): Księga jubileuszowa Krzysztofa Hamana (red. nacz.)[28]